# 久保寺一男
久保寺 一男（くぼてら かずお、1951年10月23日 - ）は、日本の社会福祉活動家。

## 略歴
- 1974年3月　工学部土木学科卒業。同年4月建設会社入社。
- 1980年12月〜1983年4月　日本青年海外協力隊に参加。モロッコ国内務省に配属され、ラバト・サレ県庁に出向。スラム街の下水道整備事業の行政監督業務に従事。
- 1984年　社会福祉法人進和学園に入社し、支援員として勤務。
- 2002年4月　授産施設「進和職業センター（入所・通所）」施設長に就任[1]。
- 2006年3月　障害者支援施設「しんわルネッサンス（就労継続支援A型事業所・同B型事業者・就労移行支援事業所）」施設長に就任。
- 2011年4月　進和学園統括施設長に就任。
- 2015年4月　NPO法人就労継続支援A型事業所全国協議会（略称：全Aネット）理事長に就任。
- 2017年　進和学園理事に就任。
- 2018年　ダイバーシティ就労研究プラットフォーム企画委員会委員に就任[2]。

## 表彰
- 2001年　神奈川県社会福祉関係者等表彰「県知事表彰」
- 2010年　全国社会福祉協議会「社会福祉法人・福祉施設功労表彰」